# زید بن عمر
زید بن عمر بن خطاب عدوی قریشی (به عربی: زَیْدُ بْنُ عُمَرَ بْنُ الْخَطَّابِ الْعَدَوِيُّ الْقُرَشِيُّ) مادرش ام کلثوم بنت علی و پدرش عمر بن خطاب بود. ام کلثوم با عمر ازدواج کرد برخی نوشته‌اند زید بن عمر حاصل این ازدواج بود.

## زندگی‌نامه
زید پسر عمر بن خطاب و ام کلثوم بنت علی بود و در سال ۲۳ هجری قمری به دنیا آمد و در سال ۴۹ هجری قمری در زمان خلافت معاویة بن ابی‌سفیان در دولت سعید بن عاص برای ایجاد صلح در بین قبیله بنی‌عدی خود در یک روز با مادرش کشته شد. ذهبی روایت کرده است که او با مادرش در یک روز وفات کردند و سعید بن عاص حاکم وقت مدینه بر آنان نماز گزارد. او فرزندی نداشت.

### ازدواج پدر و مادرش
علی می‌خواست دخترانش با پسران برادرش جعفر ازدواج کنند، اما خلیفه درخواست ازدواج ام کلثوم را داده بود و او قول داده بود: «هیچ مردی روی زمین با او بهتر از من رفتار نخواهد کرد.»
علی به دخترش جامه‌ای راه‌راه داد و به او دستور داد: «این را نزد امیرالمؤمنین ببر و به او بگو: پدرم می‌گوید: اگر این جامه را دوست داری، آن را نگه دار؛ اگر دوست نداری، آن را برگردان.» وقتی ام کلثوم این پیام را برای عمر آورد، او گزارش داد: «او جامه را باز نکرد و به چیزی جز من نگاه نکرد.» عمر به او گفت که راضی است و بنابراین علی به ازدواج رضایت داد. عمر مهریه ۴۰٫۰۰۰ درهم به عروسش داد،و ازدواج در نوامبر یا دسامبر ۶۳۸ میلادی (ذی القعده ۱۷ هجری) انجام شد.
آنها دو فرزند به نام‌های زید و رقیه داشتند. رقیه بعدها با ابراهیم، پسر سعد بن ابی‌وقاص، ازدواج کرد و از او صاحب یک دختر شد.
مادرش ام کلثوم مقداری عطر به ملکه بیزانس هدیه داد. ملکه یک گردنبند «عالی» برای ام کلثوم فرستاد. عمر معتقد بود که همسرش نباید مکاتبات خصوصی را با هزینه خدمات پستی دولتی انجام می‌داد، بنابراین هزینه عطر را به او بازپرداخت کرد و گردنبند ملکه را در خزانه دولت قرار داد. با این وجود، گفته می‌شود که عمر با ام کلثوم «با نهایت احترام و عزت» رفتار می‌کرد زیرا او نوه محمد بود.

## خانواده
- پدر: عمر بن خطاب
  - پدربزرگ: خطاب بن نفیل
  - مادربزرگ: حنتمه بنت هشام
- مادر: ام کلثوم بنت علی
  - پدربزرگ: علی بن ابی‌طالب
  - مادربزرگ: فاطمه بنت محمد
- برادر(ان)
  - عبدالله
  - عبیدالله
  - عاصم
  - عبدالرحمن
  - عیاض
- خواهر(ان)
  - حفصه
  - فاطمه
  - رقیه